# Нищенські липи
Ни́щенські ли́пи — вікові дерева, ботанічна пам'ятка природи місцевого значення в Україні. Зростають на східній околиці села Нище Тернопільського району Тернопільської області, в межах старовинного парку. 
Площа — 0,02 га. Об'єкт природно-заповідного фонду за рішенням виконкому Тернопільської обласної ради № 131 від 14 березня 1977 року. Перебуває у віданні Зборівської міської громади. 
Під охороною — 2 липи віком 300 років, діаметром 152 та 160 см, мають історичне, науково-пізнавальне й естетичне значення.